# Паламар Григорій
Григо́рій Палама́р (4 червня 1929, с. Володимирці, Жидачівський район, Львівська область, Україна — 25 серпня 2010, м. Стрий) — український художник, один з провідних майстрів країни в техніці художнього скла, Заслужений художник України. Почесний громадянин Стрия.

## Біографія
Народився в сільській сім'ї. Батько — сільський кравець і музикант, мати — вишивальниця.
Підлітком, в роки Другої світової війни, Григорія вивезли на примусові роботи до Німеччини, звідки він невдовзі втік.
У 1941-1944 роках вже навчався у Львівській художньо-промисловій школі. У 1947 вступив у Львівське художнє училище, відділ альфрейного живопису. Працював живописцем-альфрейником, серед іншого — виконував розписи готелю «Інтурист», залізничного вокзалу, оперного театру у Львові, приміщення Верховної ради в Києві.
З 1973 по 1985 — головний художник Стрийського склозаводу, на якому загалом пропрацював понад тридцять років.

## Творчість
Учасник крайових, загальноукраїнських, всесоюзних та міжнародних виставок.
Ініціатор впровадження у масове виробництво ряду нових методів декорування скла: декорування та карбування золотом, багатопланового хімічного травлення «Галле», розпис керамічними фарбами, протрава солями міді, декорування гутним способом, гутні приліпи, «кракле», «мороз» та інших способів. Неодноразовий член журі на республіканських виставках художнього скла.
У 1982 році отримав звання Заслуженого художника України.
Автор серії пейзажів та архітектурних мотивів, передусім дерев'яних церков. Пішки обійшов Українські Карпати, Закарпаття, побував на Буковині, Кавказі, в Середній Азії. З мандрів привозив численні етюди, з яких малював картини.
Співпрацював і спілкувався з Харченком, Біласом, Флінтою, Бокотеєм, Кашшаєм, Шутєвим.
Картини Григорія Паламаря знаходяться в музеях та приватних збірках в Україні, близькому та далекому Зарубіжжі.

## Основні виставки
- 1959 — Чехословаччина, Прага
- 1960 — Угорщина, Польща
- 1961 — Югославія, Белград
- 1962 — Канада, Монреаль. Швейцарія, Базель
- 1963 — В'єтнам
- 1967 — Чехословаччина, Яблоніце
- 1970 — Республіканська виставка, Київ
- 1972 — Виставка до 100-річчя від дня народження Лесі Українки
- 1972 — Всесоюзна виставка «Твори художників Української РСР», Москва
- 1975 — Республіканська виставка, Київ
- 1976 — Виставка «Людина праці», Київ
- 1977 — Національна виставка СРСР — Аргентина, Бразилія, Ріо-де-Жанейро
- 1977 — Спеціалізована виставка СРСР — Велика Британія, Лондон. Виставка у США
- 1978 — Республіканська виставка, Київ
- 1978 — Спеціалізована виставка СРСР — Сенегал, Дакар. Виставка — Італія
- 1979 — Всесоюзна виставка, Москва. Виставки — Лівія, Іспанія, Японія
- 1980 — Виставка «Олімпіада-80», Київ. Виставка, Югославія
- 1981 — Міжнародна виставка, Алжир

Персональні виставки: 1972, 1979, 1996, 1999 (Стрий); 1974 (Дрогобич); 1983 (Скит Манявський).